# Marie-Ange Leurent

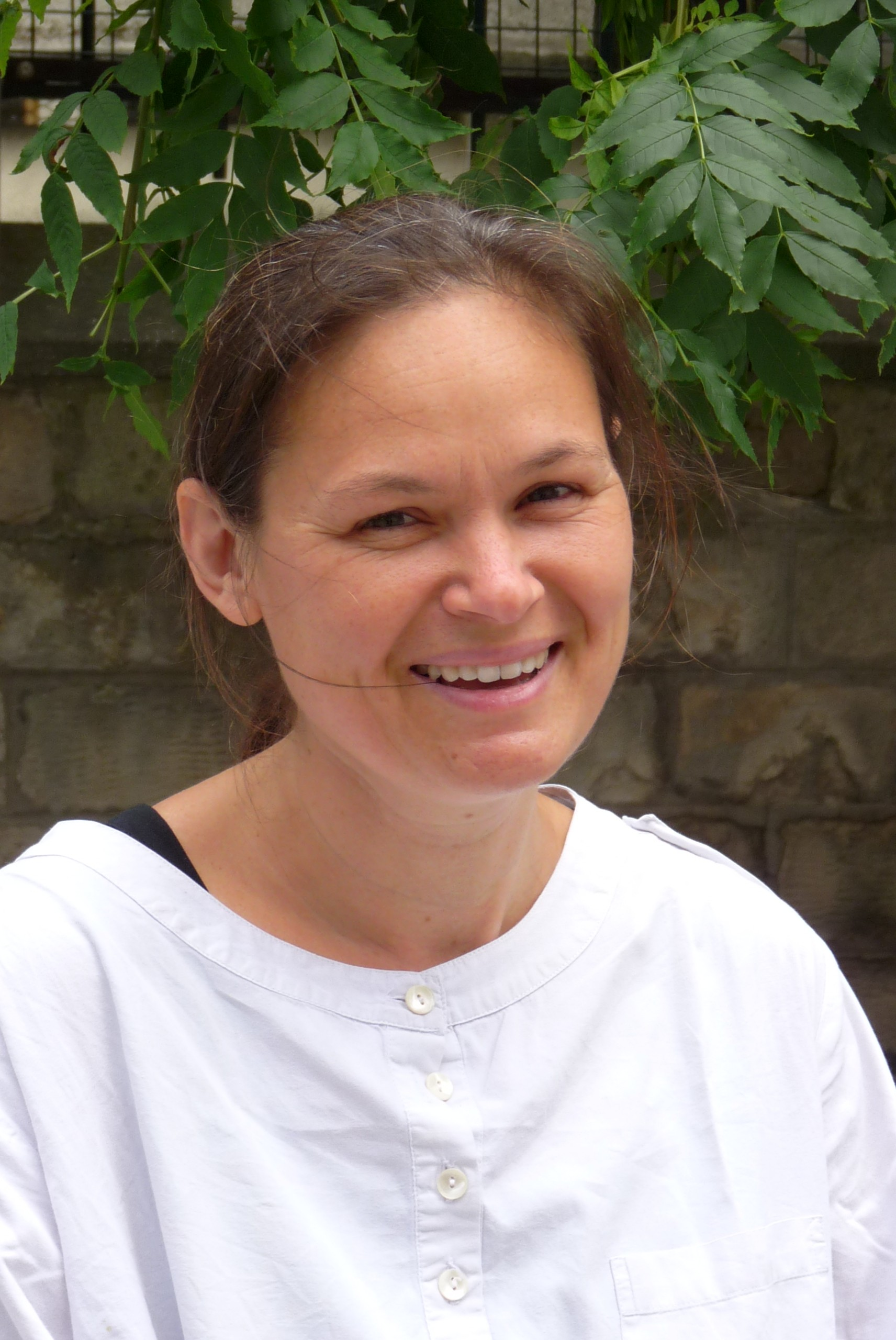
Marie-Ange Leurent

Marie-Ange Leurent (* 24. März 1965 in Hyères) ist eine französische Organistin und Musikpädagogin.
Leurent studierte Orgel bei Gaston Litaize am Conservatoire National de Région de Saint Maur des Fossés und Klavier bei Lucette Descaves am Conservatoire de Rueil-Malmaison. Sie setzte ihre Ausbildung am Pariser Konservatorium fort, wo sie u. a. in der Klasse von Michel Chapius den Ersten Preis im Fach Orgel gewann, und nahm Unterricht bei Marie-Claire Alain.
1987 wurde sie Titularorganistin an der großen Cavaillé-Coll-Orgel der Kirche Notre-Dame-de-Lorette in Paris. Mit ihrem Mann Éric Lebrun spielte sie Werke von Gaston Litaize ein, darunter Welterstaufnahmen. In der Kirche Santa Maria de Maó auf Menorca nahmen sie sein Recital mit Werken Mozarts und seiner Zeitgenossen auf. Weiterhin entstanden Einspielungen von großen Teilen des Orgelwerkes Dietrich Buxtehudes sowie sämtlicher Orgelwerke Alexandre Pierre François Boëlys.
Neben  Gaston Litaize komponierten auch Florentine Mulsant (Veni Sancte Spiritus, Suite Sacrée) und Valéry Aubertin (Sonatine pour les étoiles, Third Sonata) Werke für Leurent. In Zusammenarbeit mit der Schauspielerin Elisabeth Commelin und sechs weiteren Schauspielerinnen entstand das Oratorium Grand Livre de Marie nach Gemälden in der Kirche Notre Dame de Lorette. Weiterhin nahm sie Musik für Jacques Rivettes Film Ne touchez pas la hache (nach Balzacs La duchesse de Langeais) auf.
Leurent unterrichtet Orgel an den Konservatorien von Clichy und Saint-Mandé. Sie war Professorin für Musikerziehung am Pariser Konservatorium und lehrt an der Universität Paris-Sorbonne.